# Chiesa di San Giorgio di Samatya
San Giorgio di Samatya o Surp Kevork (in armeno Սամաթիոյ Սուրբ Գէորգ Եկեղեցի?; in turco Sulu Manastir, che significa: "Monastero dell'Acqua") è una chiesa armena di Istanbul. L'edificio, costruito tra il 1866 e il 1887, è stato eretto sopra le fondamenta di una chiesa e un monastero bizantini costruiti nell'undicesimo secolo. Il complesso, dedicato a Santa Maria Peribleptos (in greco Μονὴ τῆς Θεοτòκου τῆς Περιβλὲπτου?, Monì tis Theotókou tis Perivléptou) era uno dei più importanti monasteri greco-ortodossi di Costantinopoli. Dopo la conquista ottomana della città nel 1453 esso fu ceduto alla comunità armena di Istanbul e divenne per un periodo la sede del Patriarcato armeno di Costantinopoli.

## Ubicazione
La chiesa si trova ad Istanbul, nel distretto di Fatih, nella mahalle di Kocamustafapaşa (storicamente Samatya), a Marmara Caddesi 79. Essa si trova all'interno della città murata, a breve distanza dalla riva del Mar di Marmara. L'edificio, protetto da un alto muro, è circondato da altri edifici.

## Storia

### Periodo bizantino

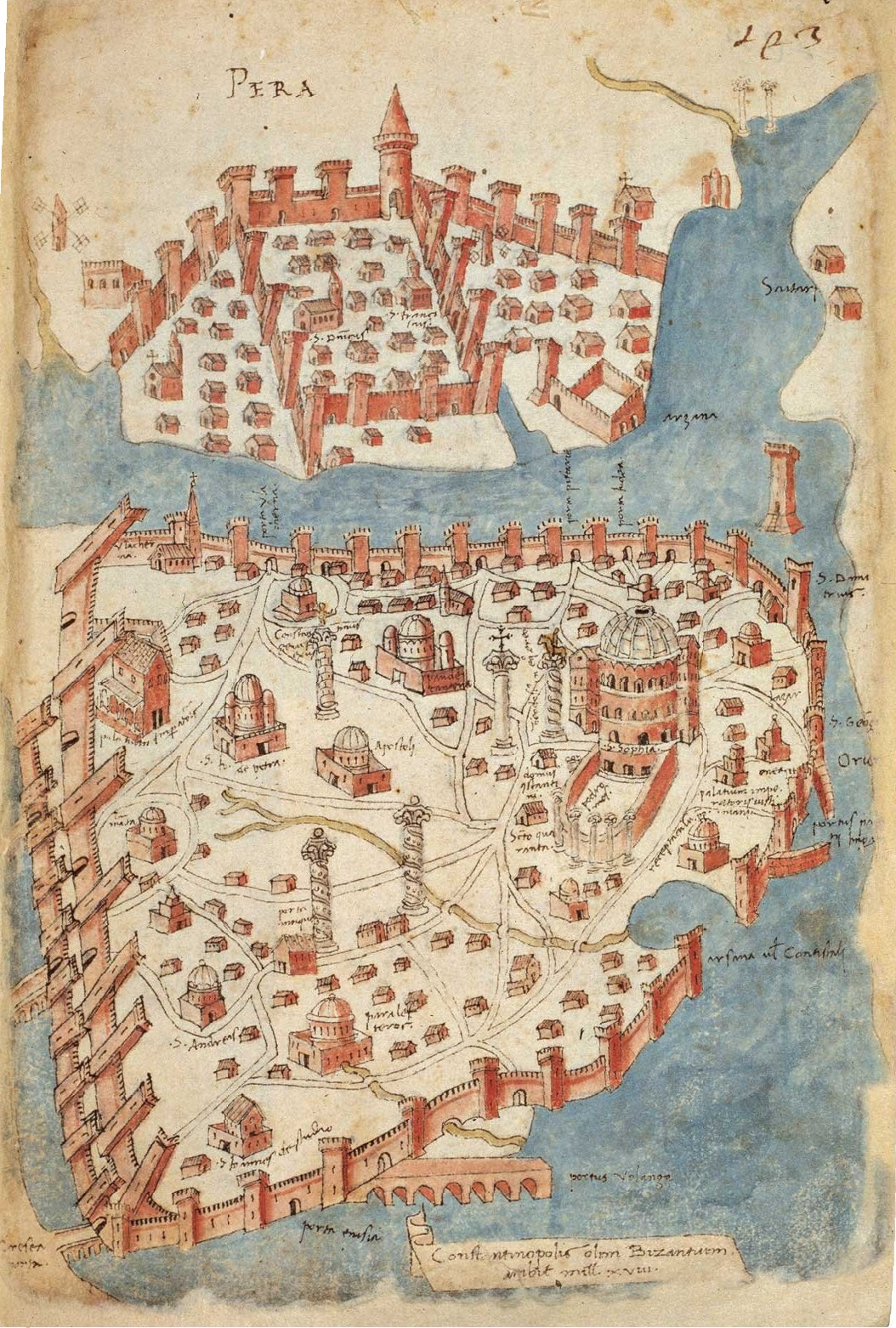
Carta di Costantinopoli intorno al 1420, da Cristoforo Buondelmonti. La Chiesa della Peribleptos è l'edificio a cupola nella parte in basso a sinistra della mappa. Il torrente mostrato nell'immagine proviene dalla fonte sacra.

Nel quinto secolo sorgeva qui la chiesa di Hagios Stephanos en tais Aurelianai. Questa chiesa era situata vicino al Palazzo Helenianai e al monastero di San Dalmazio, vicino a un'abbondante fonte d'acqua (greco: Hagiasma). Da questa fonte, ancora esistente, ha origine il nome turco del complesso ("Monastero dell'Acqua"). Non lontano da questi edifici e dalle mura marittime, su un piccolo altopiano sul versante meridionale della settima collina di Costantinopoli, nel quartiere dello Xerolophos, l'imperatore bizantino Romano III Argiro (r. 1028-1034) fondò dopo la sua sfortunata spedizione in Siria un grande monastero dedicato alla Theotokos Peribleptos. L'appellativo, che significa "visibile", "facile da vedere", ha origine dalla sua posizione dominante e isolata. L'Imperatore spese una grande quantità di denaro per erigere l'edificio, e fu duramente criticato per questo. Romano fu sepolto qui nel 1034. L'imperatore Niceforo III Botaniate (r. 1078-1081) riparò il complesso nel 1080. Dopo la sua deposizione, Niceforo fu obbligato dal suo successore, Alessio I Comneno (r. 1081-1118) a farsi monaco qui, e fu anche sepolto nella chiesa.
Nell'XI-XII secolo, era solito che la corte si recasse ogni anno alla Peribleptos per celebrare la festa della candelora. Dopo il sacco latino del 1204, la chiesa rimase per un breve periodo sotto il controllo greco, ma in seguito fu data ai monaci veneziani benedettini. Dopo la fine dell'Impero latino, Michele VIII Paleologo (r. 1261-1282) restaurò la chiesa e aggiunse nel refettorio un mosaico raffigurante sé stesso con la moglie Teodora e il loro figlio Costantino. Questo mosaico fu distrutto nel grande incendio di Samatya nel 1782. Alla fine del XIII secolo un giovane monaco del monastero, Hylarion, inviato a Elegmoi in Bitinia per occuparsi dei possedimenti del monastero, trovò la regione devastata dai turchi. Organizzò con successo la popolazione contro i razziatori e, dopo averli affrontati, rese di nuovo l'area sicura, ma ciò causò un grande scandalo a Costantinopoli, poiché ai monaci non era permesso di combattere. Dopo essere stato costretto a tornare nella capitale, i saccheggi turchi ripresero, finché gli abitanti di Elegmoi non inviarono una petizione a Costantinopoli per chiedere il suo ritorno. Alla fine l'igumeno del monastero fu costretto a dare il suo consenso. L'edificio fu danneggiato nel 1402 da un incendio e dai fulmini. Nel 1422, l'imperatore Manuele II Paleologo (r. 1391-1425) visse in questo monastero durante un'epidemia e durante l'assedio della città da parte del sultano ottomano Murad II.

### Periodo ottomano
Subito dopo la conquista di Costantinopoli nel 1453, l'edificio continuò ad appartenere alla Chiesa greco-ortodossa. Secondo Müller-Wiener, tra il 1461 e il 1480 (il reinsediamento degli armeni a Samatya avvenne nel 1458/862 AH), il sultano Maometto II (r. 1444-46, 1451-81) cedette la chiesa alla comunità armena, e fino al 1643/44 il complesso divenne la sede del patriarcato armeno di Costantinopoli. Altre fonti riportano che l'edificio fu dato agli armeni nel 1643 a causa dell'intercessione di una donna armena, chiamata Şivekâr, che era una delle preferite del sultano Ibrahim I (r. 1640-1648). Durante questo periodo furono qui costruite diverse chiese. Verso la metà del diciassettesimo secolo l'unico edificio bizantino ancora visibile era il refettorio. Nel 1722 il complesso fu ristrutturato dall'architetto armeno Meldon, ma nel 1782 tutto fu distrutto dal grande incendio di Samatya. La ricostruzione avvenne nel 1804. Tra il 1866 e il 1887 (dopo un altro incendio nel 1877), la chiesa fu ricostruita come fondazione di Michele Hagopian, e solo le fondamenta della chiesa bizantina e i resti della costruzione della fonte furono conservate. Inoltre, due grandi scuole furono costruite vicino alla chiesa.

## Descrizione
L'ambasciatore spagnolo Ruy González de Clavijo (praticamente l'unica fonte esistente sul complesso nel periodo bizantino), che visitò Costantinopoli nel 1402, scrive che la pianta di Santa Maria era centrale, con una navata quadrata sormontata da una cupola con un atrio e stanze laterali, simile alle chiese contemporanee di Hosios Loukas e del Monastero di Daphni in Grecia. La cupola emisferica - decorata con un mosaico - poggiava su otto colonne di diaspro policromo che sostenevano quattro pennacchi. Questi permettevano la transizione dalla base ottagonale al quadrato definito dai muri. Recenti scavi hanno confermato la descrizione di Clavijo. La chiesa, le cui pareti e il pavimento erano coperti di lastre di diaspro, conteneva diverse tombe imperiali, collocate in due stanze laterali. I suoi muri esterni erano riccamente decorati con dipinti raffiguranti le città e i castelli che erano assegnati al monastero. Un grande refettorio adornato con un affresco raffigurante l'Ultima Cena, celle per i monaci, giardini e vigneti facevano parte del complesso. Nella chiesa furono inoltre esposte diverse reliquie, tra le quali il corpo di San Gregorio e dei frammenti della Croce di Gesù portati a Costantinopoli da Sant'Elena, madre di Costantino. La chiesa attuale è un edificio rettangolare, i cui lati sono lunghi circa venti e trenta metri. Esso è orientato in direzione SW - NE. La chiesa possiede un'abside sul lato NE e un campanile. L'interno è coperto da una volta a botte ed è riccamente decorato. Sopra la Hagiasma (in turco: Ayazma), considerata uno delle più belle di Istanbul, è costruita una cappella dedicata a San Giovanni Battista.